# Baltazar Szopiński
Baltazar Szopiński (ur. 21 grudnia 1846 w Nowym Targu, zm. 1912 w Kałuszu) – polski prawnik, kolekcjoner dzieł tatrzańskich.

## Życiorys
Urodził się w rodzinie mieszkającej w Nowym Targu i już w trakcie dorastania regularnie podróżował w Tatry. Uczęszczał do krakowskiego gimnazjum św. Anny, gdzie jego nauczycielem był Eugeniusz Janota. Od 1868 Baltazar Szopiński zbierał książki dotyczące Tatr. Osobiście poznał m.in. naukowców Ludwika Zejsznera oraz Maksymiliana Nowickiego.
Szopińskiemu udało się zgromadzić wartościową kolekcję publikacji związanych z Tatrami, Podhalem, Orawą i Spiszem, wśród których było ok. 400 książek, a także rękopisy, sztychy i dokumenty pochodzące z okresu od XVII do XIX wieku. Zbiór Baltazara Szopińskiego był jednym z pierwszych tego typu, zawierał liczne elementy o wysokiej wartości.
W latach 1882–1894 Szopiński pełnił funkcję adiunkta sądowego w Kałuszu, położonym na południe od Lwowa. Później przez pewien czas pracował jako naczelnik sądu powiatowego w Bukowsku. Po przejściu na emeryturę powrócił do Kałusza, gdzie zmarł.
Kolekcja Szopińskiego znajdowała się w Kałuszu, a po śmierci właściciela miała zostać przeniesiona do Nowego Targu. Nie udało się to jednak z powodu problematycznych kwestii spadkowych. W czasie I wojny światowej zbiory zaginęły niemal w całości – udało się uratować jedynie dwa sztychy, przekazane jeszcze za życia Szopińskiego Muzeum Tatrzańskiemu w Zakopanem.
Baltazar Szopiński od 1876 należał do Towarzystwa Tatrzańskiego. W 1881 pełnił funkcję delegata TT w Złoczowie, a w latach 1882–1894 w Kałuszu.
Napisał kilka artykułów na tematy tatrzańskie i podhalańskie:
- Opryszki czyli „zbójnicy” karpaccy („Tygodnik Ilustrowany” 1901, nr 29),
- Skałka w Szaflarach („Tygodnik Ilustrowany” 1901, nr 33),
- Pieczary koło Nowego Targu („Zakopane” 3, 1910, nr 10),
- Z góralami na Podole („Wierchy” 7, 1929 – szkic na podstawie zachowanego rękopisu wydał Tadeusz Zwoliński).

Przetłumaczył też i wydał, opatrzywszy wstępem i objaśnieniami, część tatrzańską i spiską tzw. węgierskiego Simplicissimusa, którego autorem był Niemiec Daniel Speer. Fragmenty zostały wydane w „Pamiętniku Towarzystwa Tatrzańskiego” w 1907 r. Wcześniej przetłumaczył m.in. publikację O Oleksie Dowbuszczuku, jego poprzednikach i następcach ukraińskiego historyka Julijana Cełewycza (1887).